# آکادمی هنرهای کاربردی، دهلی نو
آکادمی هنرهای کاربردی، دهلی نو (انگلیسی: Academy of Applied Arts, New Delhi) مؤسسه هنر کاربردی هند است که در دهلی نو واقع شده‌است، این مؤسسه در سال ۲۰۱۰ تأسیس شدو توسط مؤسسه ملی کارآفرینی و توسعه کسب و کار کوچک (NIESBUD) اداره می‌شود، این آکادمی یک مؤسسه مستقل تحت سرپرستی وزارت توسعه و کارآفرینی، دولت هند، به رسمیت شناخته شده‌است.

## تاریخچه
این مؤسسه در سال ۲۰۱۰ تأسیس شد و دارای دورهکارشناسی و دوره‌های فارغ التحصیلان در سطح آموزش عالی می‌باشد.
برنامه‌های ارائه شده:
- برنامه تحصیلات تکمیلی در طراحی داخلی
- برنامه فارغ التحصیلان در بازاریابی ویژوال

## تحصیلات تکمیلی
- برنامه تحصیلات تکمیلی در طراحی داخلی[۲][۳][۴]

## دیپلم
- برنامه تحصیلات تکمیلی در طراحی داخلی

دیپلم عالی در طراحی داخلی
دیپلم عالی در طراحی خرده فروشی
دیپلم بورس تحصیلی
دیپلم پیشرفته در تبلیغات تجارتی
دیپلم پیشرفته در طراحی لوکس مسکونی
دیپلم پیشرفته در طراحی رویداد و نمایشگاه
دیپلم حرفه ای در طراحی رویداد و نمایشگاه
دیپلم پیشرفته در طراحی مبلمان
دیپلم بنیاد در تبلیغات تجاری آنلاین (FDVMO)